# Sälta (grundsmak)
| Sälta |
| --- |
| Sälta finns bland annat i koksalt (här vid saltutvinning i Salar de Uyuni i Bolivia). - Beskrivning – en av grundsmakerna - Karaktär – upplevs positivt, upp till en viss gräns - Funktion – signalerar förekomst av salter vilka binder vatten i kroppen |

Sälta är en grundsmak. Den kännetecknas av egenskapen att vara salt, i likhet med koksalt och andra salter. Sälta kan kännas av smakceller på tungans alla delar.
Salt smak uppstår framför allt av natriumjoner, och därför ger många natriumsalter, exempelvis natriumklorid (koksalt), denna smak. Joner av andra alkalimetaller smakar också salt, men ju längre från natrium de befinner sig i periodiska systemet, desto mindre salta. Kaliumklorid (E-nummer E 508) är huvudingrediensen i ersättningsmedel för vanligt salt. Den biokemiska receptormekanismen bygger på jonkanaler i smakcellernas cellmembran.

## Biologi

### Förekomst
Många slags mat är mer eller mindre salta. Lusten att inta salt mat ökar i vissa fysiologiska situationer. Exempel på dessa är:
- när kroppen är uttorkad (salt binder vatten i kroppen)
- när en kvinna har PMS (delvis på grund av låga nivåer på serotonin i hjärnan)
- tillvänjning till salt mat (skapar ökad tolerans för det salta och behov av mer sälta)[4]
- överdriven fysisk träning (ökar utsöndringen av salt genom svettning)
- underskott på sömn (omdömet att motstå superstimuli minskar när sömnbrist förvirrar tankeverksamheten)
- sälta ger en stark känsloupplevelse ("kick"; frigörande av dopamin)
- stress (med ökat behov av dopamin)
- bakomliggande sjukdom (exempel: Addisons sjukdom, där binjurarna inte producerar tillräckligt med hormoner)

### Biologisk funktion
"Saltsuget" är biologiskt inbyggt i kroppen, och en normalkänslig människa uppfattar en saltkoncentration på minst 0,18 procent. Salt behövs bland annat för att undvika uttorkning, men saltet har historiskt varit svårt att tillgå i stora delar världen. Överintag av salt mat kan minskas genom att man iställer välja andra sorters kryddor.
Kroppens salter avgår från kroppen genom svett, tårar och urin.

## Smak i mat
Vissa grundsmaker trivs olika bra med varandra. Sälta kan "döljas" med hjälp av sötma, men sötman kan inte dölja beska. Söt och fet mjölk neutraliserar inte den bittra smaken i kaffet, men den spär ut den. Inte heller salt kan kompensera alltför bitter mat; salt kan dock användas för att suga ut en bitter vätska ur en rå grönsak.